# Hohlgangsanlage 8
El Hohlgangsanlage 8 (a menudo abreviado como Ho8, también conocido como el Hospital subterráneo alemán o los Túneles de guerra de Jersey) fue un complejo hospitalario subterráneo parcialmente completado en St. Lawrence, Jersey, construido por las fuerzas de ocupación alemanas durante la Segunda Guerra Mundial. Se completaron 1100 m de túneles. Tras la liberación de las Islas del Canal, el complejo se convirtió en un museo que detalla la ocupación y sigue siendo una atracción turística.

## Actividad tras la Segunda Guerra Mundial
En julio de 1946, el parlamento de Jersey abrió los túneles al público. En 1961, la Real Audiencia dictaminó que el complejo subterráneo pertenecía a propietarios privados, y Ho8 cayó en manos privadas. El complejo fue restaurado, y se instalaron una colección de objetos del periodo de ocupación y un museo y un memorial. En 2001, se instaló una exposición permanente llamada Captive Island, en la que se detallaba la vida cotidiana de los habitantes civiles de Jersey antes, durante y tras la ocupación de la isla. El Ho8 es conocido habitualmente como los Jersey War Tunnels. Alberga también vehículos militares, como un Char B1 bis, que fue usado en Jersey por la Panzer-Abteilung 213 durante la ocupación, y que es un préstamo de The Tank Museum. En marzo de 2012 también se instaló una réplica de un Sturmgeschütz III.